# Jednom u životu
Jednom u životu je live album pulskog rock sastava Atomsko sklonište.
Album je snimljen u proljeće 1985. godine. Za njega su korištene snimke sad već tradicionalnog rujanskog koncerta na Tašmajdanu (Beograd).
 Na tom se albumu po posljednji put pojavljuje Sergio Blažić. 

## Popis pjesama
1. Olujni mornar
2. Oni što dolaze za nama
3. Pakleni vozači
4. Kraljica Cigana
5. Žuti kišobran
6. Treba imat' dušu
7. Djevojka Broj 8